# 권회 효자각
권회 효자각은 충청북도 청주시 서원구에 있다. 2015년 4월 17일 청주시의 향토유적 제69호로 지정되었다.

## 개요
1728년 안동권씨 권회의 효행을 기리기 위해 세운 정려각이다.